# Баданян, Шалико Овакимович
Шалико Овакимович Баданян (арм. Շալիկո Հովակիմի Բադանյան; 1932—2003) — советский и армянский учёный в области биоорганической и органической химии, доктор химических наук, профессор, член-корреспондент АН АрмССР (1986), действительный член АН Армении (1996). Директор НИИ органический химии АН Армении (1988—2002).

## Биография
Родился 24 октября 1932 года в Ахалкалаки, Грузинская ССР.
С 1951 по 1956 год обучался на химическом факультете Ереванского государственного университета. С 1957 по 1960 год обучался в аспирантуре Института органический химии АН АрмССР.
С 1960 года на научно-исследовательской работе Института органический химии АН АрмССР — АН Армении в должности: старший лаборант, с 1968 по 2003 год — руководитель лаборатории ненасыщенных соединений и одновременно с 1988 по 2002 года — директор этого института, с 2002 по 2003 год — советник директора этого института.
С 1972 по 2002 год одновременно с научной занимался и педагогической работой на химическом факультете Ереванского государственного университета, в качестве профессора читал курсы лекций «Физическая органическая химия» и «Промежуточные частицы в органических реакциях». Ш. О. Баданян был создателем армянской научной школы химиков-органиков, он приглашался для чтения лекций в ведущие научные центры и университеты мира, в том числе в такие страны как: США, Италии, Польше, Англии, ФРГ и Франции.

### Научно-педагогическая деятельность и вклад в науку
Основная научно-педагогическая деятельность Ш. О. Баданяна была связана с вопросами в области биоорганической и органической химии, в частности занимался созданием эффективных методов синтеза препаратов безопасных для человека и окружающей среды для защиты животных и растений от вредителей и болезней, занимался исследованиями в области химии сопряженных пропаргильных и аллильных систем, ионных и радикальных непредельных соединений, разработки новых методов синтеза естественных низкомолекулярных биорегуляторов. Ш. О. Баданян являлся — председателем Учёного совета НИИ органический химии АН Армении, членом редакционной коллегии научного журнала «Химический журнал Армении».
В 1960 году защитил кандидатскую диссертацию по теме: «Исследования в области ацетиленовых аминосоединений», в 1971 году защитил докторскую диссертацию на соискание учёной степени доктор химических наук по теме: «Исследования в области реакций замещения и присоединения винилацетиленовых и диацетиленовых систем». В 1979 году ему присвоено учёное звание профессор. В 1986 году он был избран член-корреспондентом АН АрмССР, в 1996 году — действительным членом НАН Армении. Ш. О. Баданяном было написано более четырёхсот пятидесяти научных работ, в том числе тридцати монографий, семьдесят авторских свидетельств на изобретения и научных статей опубликованы в ведущих научных журналах, под его руководством было защищено три докторские и сорок кандидатских диссертаций.

## Основные труды
- Исследования в области ацетиленовых аминосоединений. — Ереван, 1960. — 168 с.
- Отчет о командировке в Англию для ознакомления с новейшими методами исследования в области химии ацетилена / Ш. О. Баданян ; АН СССР. ВИНИТИ. — Москва: 1969. — 15 с.
- Исследования в области реакций замещения и присоединения винилацетиленовых и диацетиленовых систем / Ереван. гос. ун-т. — Ереван: 1971. — 50 с.
- Отчет о командировке во Францию / АН СССР. ВИНИТИ. — Москва : [б. и.], 1977. — 44 с[4]